# Creighton Hale
Pour les articles homonymes, voir Hale.
Creighton Hale est un acteur irlandais, né le 24 mai 1882 dans le comté de Cork (Irlande), et mort le 9 août 1965 à South Pasadena (États-Unis).

## Filmographie

### Années 1910
- 1914 : The Million Dollar Mystery de Howell Hansel (it) : Membre du gang
- 1914 : The Stain (en) de Frank Powell : commis de bureau
- 1914 : Tragique Poursuite (it) (The Warning) de Leopold Wharton (en) : ?
- 1914 : The Taint (it) : Walter, le fils de Madame Barltett
- 1914 : The Three of Us (en) de John W. Noble (en) : Clem
- 1914 : Les Mystères de New York (The Exploits of Elaine), de Louis Gasnier et George B. Seitz : Walter Jameson (Ep. 1, 2, 3)
- 1915 : Embrasse-moi, idiot (A Fool There Was), de Frank Powell : (petit rôle)
- 1915 : The New Exploits of Elaine : ?
- 1915 : The Romance of Elaine : Jameson
- 1915 : The Old Homestead (en) de James Kirkwood : Reuben Whitcomb
- 1916 : Hazel Kirke : Pittacus Greene
- 1916 : Le Masque aux dents blanches (The Iron Claw) de George B. Seitz et Edward José : Davey
- 1916 : Charity : Jimmie Fleming, frère de Mary
- 1916 : Snow White : Prince Florimond
- 1917 : The Seven Pearls
- 1918 : Annexing Bill : Billy
- 1918 : Mrs. Slacker : Robert Gibbs
- 1918 : For Sale : Waverly Hamilton

- 1918 : Waifs : Fitzjames Powers

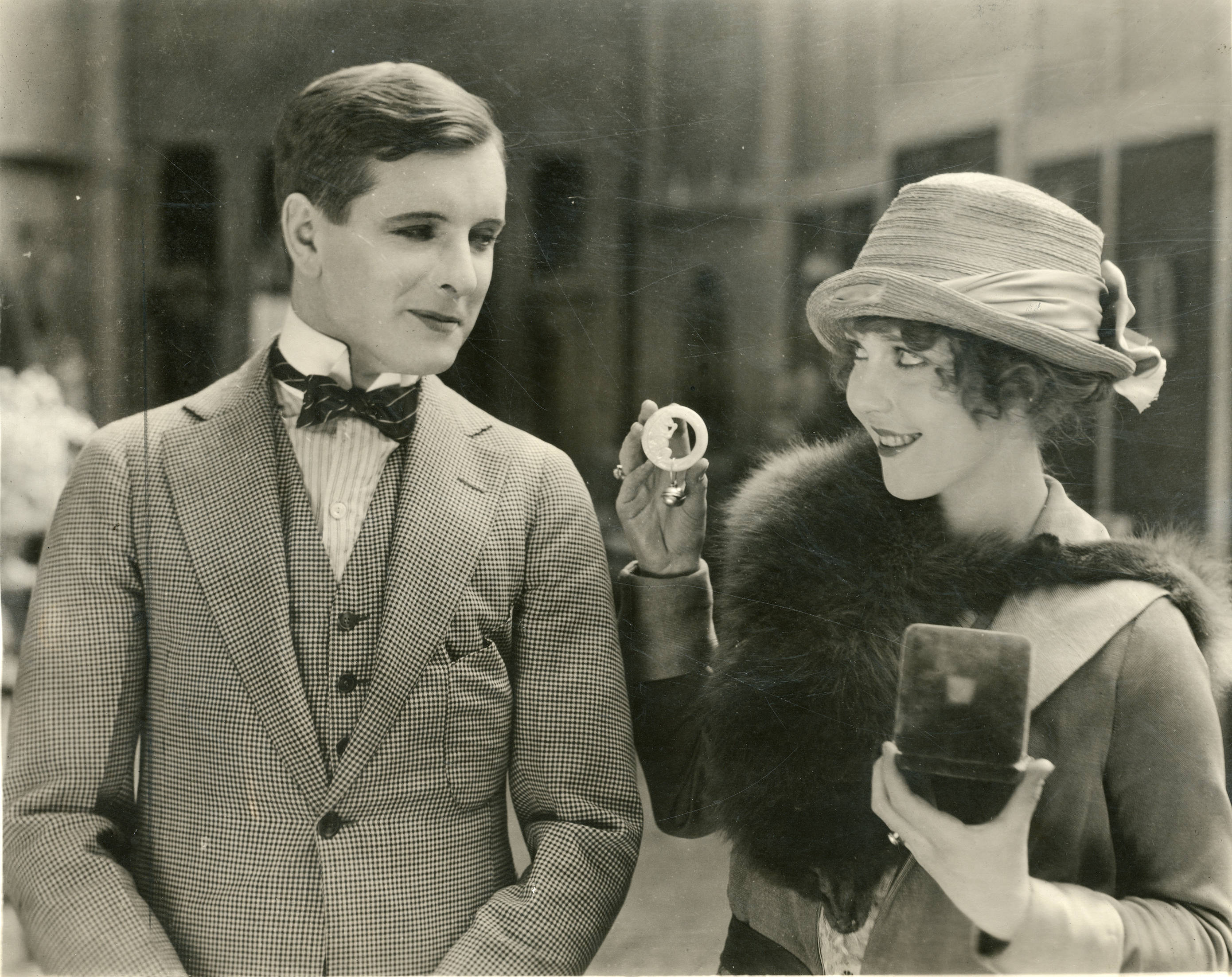
Dans Cœurs de vingt ans (1919).

- 1918 : His Bonded Wife : Philip Hazard
- 1918 : The Woman the Germans Shot : Frank Brooks
- 1919 : The Great Victory, Wilson or the Kaiser? The Fall of the Hohenzollerns : Conrad Le Brett
- 1919 : The Black Circle : Andrew MacTavish Ferguson
- 1919 : Cœurs de vingt ans (Oh Boy!) : George Budd
- 1919 : La Treizième chaise (The Thirteenth Chair) : Willy Grosby
- 1919 : Le Danseur inconnu (The Love Cheat) de George Archainbaud : Henry Calvin
- 1919 : A Damsel in Distress : George Bevan

### Années 1920
- 1920 : Getting His Goat : L'homme
- 1920 : The Idol Dancer : Walter Kincaid
- 1920 : A Child for Sale : Charles Stoddard
- 1920 : À travers l'orage (Way Down East) de D. W. Griffith : Le Professeur
- 1921 : Forbidden Love : Harold Van Zandt
- 1921 : Les Deux Orphelines (Orphans of the Storm) de D. W. Griffith : Picard

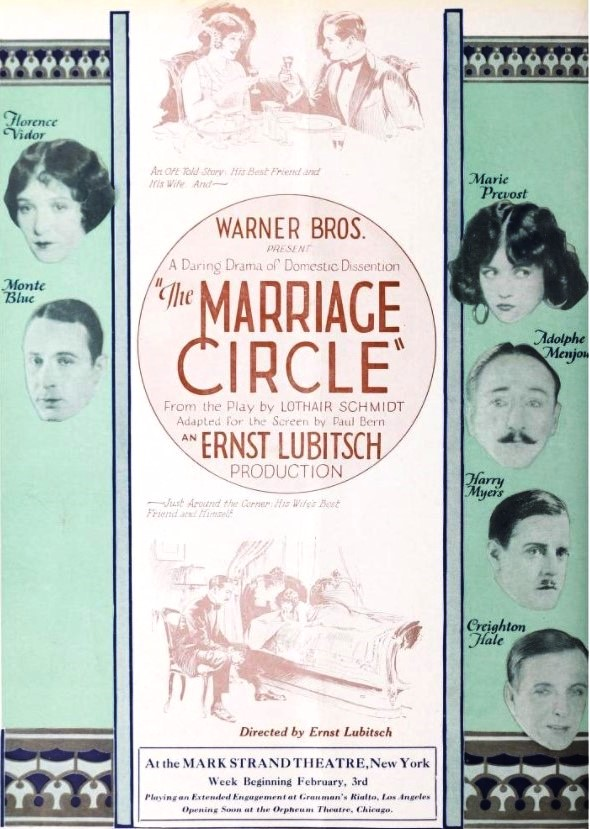
Comédiennes (1924).

- 1922 : Fascination : Carlos de Lisa
- 1922 : Her Majesty : Ted Harper
- 1923 : The Goat Man : L'homme
- 1923 : Mary of the Movies : Le gars
- 1923 : La Sagesse de trois vieux fous (Three Wise Fools) de King Vidor : Jeune Trumbull
- 1923 : Trilby : Petit Billee
- 1923 : Broken Hearts of Broadway : Un paria
- 1923 : Un nouveau Napoléon (Tea: With a Kick!) de Erle C. Kenton : Art Binger
- 1924 : Le Glaive de la loi (Name the Man) de Victor Sjöström : Alick Gell
- 1924 : Comédiennes (The Marriage Circle) d'Ernst Lubitsch : Dr. Gustav Mueller
- 1924 : How to Educate a Wife : Billy Breese
- 1924 : Riders Up : Johnny
- 1924 : Wine of Youth de King Vidor : Richard
- 1924 : The Mine with the Iron Door : St. Jimmy
- 1924 : O sole mio (This Woman) de Phil Rosen : Bobby Bleedon
- 1925 : Un joueur enragé (The Bridge of Sighs) de Phil Rosen : Billy Craig
- 1925 : Seven Days : Jim Wilson
- 1925 : The Circle de Frank Borzage : Arnold Cheney
- 1925 : Exchange of Wives : Victor Moran
- 1925 : Time, the Comedian : Tom Cautley
- 1925 : The Shadow on the Wall : George Walters
- 1925 : Si les hommes pouvaient (Wages for Wives) de Frank Borzage : Danny Kester
- 1926 : Beverly of Graustark : Prince Oscar
- 1926 : A Poor Girl's Romance : Wellington Kingston
- 1926 : Oh, Baby! : Arthur Graham
- 1926 : The Midnight Message : Billy Dodd

- 1926 : Speeding Through : ?

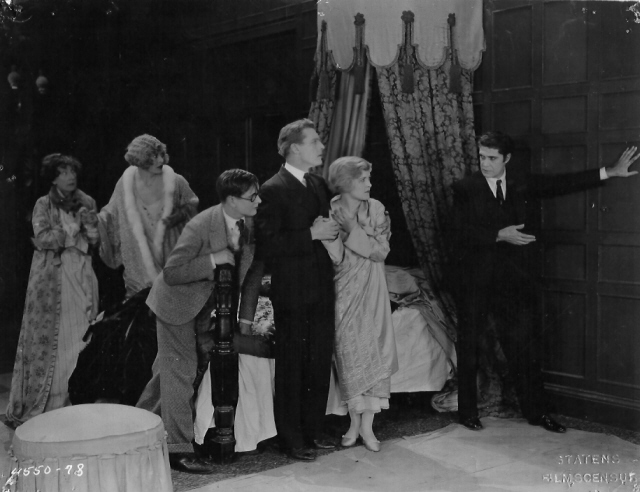
Dans La Volonté du mort (1927).

- 1927 : Should Men Walk Home? de Leo McCarey : Le Gentleman Crook
- 1927 : Why Girls Say No, de Leo McCarey : Le gars
- 1927 : One Hour Married : ?
- 1927 : Annie Laurie : Donald
- 1927 : Thumbs Down : Richard Hale
- 1927 : La Volonté du mort (The Cat and the Canary) de Paul Leni : Paul Jones
- 1928 : Rose-Marie de Lucien Hubbard : Etienne Doray
- 1928 : Riley of the Rainbow Division : Riley
- 1928 : Sisters of Eve : Leonard Tavernake
- 1928 : The House of Shame de Burton L. King : Harvey Baremore
- 1929 : Seven Footprints to Satan : Jim
- 1929 : The Great Divide de Reginald Barker : Edgar Blossom

### Années 1930
- 1930 : Holiday, d'Edward H. Griffith : Pete Hedges
- 1930 : School's Out : Jack Crabtree, frère de Miss Crabtree
- 1931 : Big Ears (en) de Robert F. McGowan : Père de Wheezer
- 1931 : Grief Street : Ted
- 1932 : Prestige : Lieutenant à la fête de fiançailles
- 1932 : The Greeks Had a Word for Them : Intendant au mariage
- 1932 : Shop Angel : Maxie Morton
- 1932 : Free Wheeling : Père de Dickie
- 1933 : Sensation Hunters (en) de Charles Vidor : Fred Barrett
- 1933 : The Masquerader : Bobby Blessington
- 1933 : Une nuit seulement (Only Yesterday), de John M. Stahl : ?
- 1934 : What's Your Racket? : Chef
- 1934 : George White's Scandals de Thornton Freeland, Harry Lachman et George White : Trésorier du théâtre
- 1934 : L'Introuvable (The Thin Man), de W.S. Van Dyke : Reporter
- 1934 : The President Vanishes de William A. Wellman
- 1934 : Le Retour de Bulldog Drummond (Bulldog Drummond Strikes Back), de Roy Del Ruth : Invité au mariage
- 1935 : Helldorado de James Cruze : Reporter au journal
- 1935 : Mystery Woman (en) d'Eugene Forde : Opérateur radio
- 1935 : One More Spring, de Henry King : (Rôle indéterminé)
- 1935 : Life Begins at Forty (en) de George Marshall : ?
- 1935 : The Million Dollar Mystery de Howell Hansel (it) : Chef Chandler
- 1935 : Becky Sharp, de Rouben Mamoulian et Lowell Sherman : Officier britannique
- 1935 : Brigade spéciale (Men Without Names), de Ralph Murphy : Groom
- 1935 : Death from a Distance : Témoin
- 1935 : Your Uncle Dudley : Vendeur de voitures
- 1936 : Les Vengeurs de Buffalo Bill (en) (Custer's Last Stand) d'Elmer Clifton : Hank (acolyte)
- 1936 : The Music Goes 'Round : ?
- 1936 : The Millionaire Kid (en) de Bernard B. Ray : Thomas Neville
- 1936 : Till We Meet Again : Officier britannique
- 1936 : The Country Beyond : Mountie
- 1936 : The Crime of Dr. Forbes : Étudiant en médecine
- 1936 : 36 Hours to Kill : Agent de billetterie
- 1936 : Hollywood Boulevard, de Robert Florey : Homme au bar
- 1936 : Under Your Spell : Bailiff
- 1937 : Find the Witness : Capitaine
- 1937 : Step Lively, Jeeves! : Reporter
- 1937 : Midnight Taxi (en) d'Eugene Forde : G-Man
- 1937 : Charlie Chan à Broadway (Charlie Chan on Broadway), d'Eugene Forde : Reporter
- 1937 : Big Town Girl : Homme au bureau
- 1938 : International Settlement (en) d'Eugene Forde : Employé
- 1938 : That Mothers Might Live : Passant en colère
- 1938 : One Wild Night : Caissier de banque
- 1938 : Meet the Girls : Assistant barman
- 1939 : Les Aveux d'un espion nazi (Confessions of a Nazi Spy), d'Anatole Litvak : Dessinateur
- 1939 : Nancy Drew... Trouble Shooter : Homme dans le bureau du Shérif
- 1939 : Le Vainqueur (Indianapolis Speedway) : Circuit officiel
- 1939 : Cowboy Quarterback : Radiodiffuseur
- 1939 : Torchy Blane.. Playing with Dynamite : Jack, employé de l'hôtel
- 1939 : Everybody's Hobby : Reporter de Hatfield
- 1939 : Nancy Drew et l'escalier secret (Nancy Drew and the Hidden Staircase) de William Clemens : Reporter
- 1939 : Dust Be My Destiny : Second client de Nick
- 1939 : Slapsie Maxie's : Reporter
- 1939 : Sur les Pointes (On Your Toes), de Ray Enright : Premier régisseur
- 1939 : Pride of the Blue Grass : Speaker anglais
- 1939 : Les Fantastiques Années 20 (The Roaring Twenties) de Raoul Walsh : un client
- 1939 : On Dress Parade : Docteur disant aux élèves, « Pas de visiteurs » !
- 1939 : Kid Nightingale : Homme répondant au téléphone au gymnase Lessernan
- 1939 : Le Retour du docteur X (The Return of Doctor X), de Vincent Sherman : Manager de l'hôtel
- 1939 : A Child Is Born : Employé de l'ascenseur

### Années 1940
- 1940 : Calling Philo Vance (en) de William Clemens : Du Bois, Fingerprint Man
- 1940 : Granny Get Your Gun : Second reporter
- 1940 : King of the Lumberjacks : Caissier
- 1940 : Tumak, fils de la jungle (One Million B.C.), de Hal Roach et Hal Roach Jr. : Shell Person
- 1940 : Tear Gas Squad (en) : Speaker policier
- 1940 : Saturday's Children : Philatéliste
- 1940 : Flight Angels (en) de Lewis Seiler : Préposé à l'aéroport de San Francisco
- 1940 : Pony Express Days : Législateur
- 1940 : L'Étrange Aventure (Brother Orchid) de Lloyd Bacon : Reporter #3
- 1940 : A Fugitive from Justice : Reporter à la gare
- 1940 : The Man Who Talked Too Much : Reporter #4
- 1940 : L'Étrangère (All This, and Heaven Too), d'Anatole Litvak : Officier de bord
- 1940 : My Love Came Back, de Curtis Bernhardt : Thompson, Music Co. Clerk
- 1940 : Money and the Woman : Mack, client de la banque
- 1940 : Knute Rockne, All American, de Lloyd Bacon : Secrétaire de Callahan
- 1940 : Tugboat Annie Sails Again : James, chauffeur d'Armstrong
- 1940 : East of the River : Homme d'étage au Casino
- 1940 : Always a Bride : Premier Reporter
- 1940 : Alice in Movieland : Sound Man
- 1940 : Father Is a Prince : Lawrence, comptable de Bower
- 1940 : Lady with Red Hair : Reporter Eddie
- 1940 : She Couldn't Say No : Flâneur au porche de l'hôtel
- 1940 : La Piste de Santa Fe (Santa Fe Trail), de Michael Curtiz : Télégraphiste
- 1941 : Skinnay Ennis and His Orchestra : Mr. Barnstorm
- 1941 : Honeymoon for Three : Agent de billetterie
- 1941 : The Great Mr. Nobody (en) : Homme achetant le journal
- 1941 : The Strawberry Blonde, de Raoul Walsh : Secrétaire
- 1941 : Footsteps in the Dark, de Lloyd Bacon : Mr. Harlan
- 1941 : Here Comes Happiness : L'homme qui imprime les gros titres
- 1941 : Knockout : Second Reporter
- 1941 : Affectionately Yours, de Lloyd Bacon : Manager de l'hôtel avec la clé
- 1941 : Out of the Fog : Pharmacien
- 1941 : Sergent York (Sergeant York), de Howard Hawks : Journaliste
- 1941 : The Bride Came C.O.D. : Reporter #5
- 1941 : Bullets for O'Hara (en) : Président du Jury
- 1941 : Bad Men of Missouri (it) de Ray Enright : Représentant de la banque
- 1941 : Dive Bomber, de Michael Curtiz : Attendant de l'hôpital
- 1941 : 'Smiling Ghost, The' : Contrôleur
- 1941 : Nine Lives Are Not Enough d'A. Edward Sutherland : Mahan, policier expert des empreintes
- 1941 : Passage from Hong Kong (en) : Employé du paquebot
- 1941 : One Foot in Heaven, d'Irving Rapper : Placeur à l'église
- 1941 : Le Faucon maltais (The Maltese Falcon), de John Huston : Sténographe
- 1941 : Law of the Tropics (en) de Ray Enright :'Wilson (clerk)
- 1941 : Blues in the Night, d'Anatole Litvak : Parieur au jeu de dés
- 1941 : The Body Disappears : Professeur Edwards
- 1941 : Steel Against the Sky : Jim, employé de Powers
- 1942 : L'Homme qui vint dîner (The Man Who Came to Dinner), de William Keighley : Homme à la radio
- 1942 : Le Caïd (The Big Shot) de Lewis Seiler : ?
- 1942 : Bullet Scars : Jess, the Druggist
- 1942 : The Male Animal, d'Elliott Nugent : Reporter
- 1942 : Murder in the Big House : Ritter, secrétaire du directeur
- 1942 : Larceny, Inc. de Lloyd Bacon : Mr. Carmichael, un commerçant
- 1942 : Winning Your Wings : Oncle Ed
- 1942 : La Glorieuse Parade (Yankee Doodle Dandy), de Michael Curtiz : Télégraphiste
- 1942 : Spy Ship : Reporter
- 1942 : Wings for the Eagle : Bijoutier
- 1942 : Escape from Crime : Durkin - Reporter
- 1942 : The Gay Sisters : Greffier
- 1942 : Busses Roar : Le contrôleur de tickets
- 1942 : Diviser pour régner (Divide and Conquer) : (Petit rôle)
- 1942 : You Can't Escape Forever : L'employé au journal, qui prend des notes
- 1942 : The Hidden Hand : Le Coroner
- 1942 : Casablanca, de Michael Curtiz : Le parieur qui se renseigne sur l'honnêteté du Casino
- 1943 : The Gorilla Man : Constable Fletcher
- 1943 : The Mysterious Doctor : Luke
- 1943 : Convoi vers la Russie (Action in the North Atlantic), de Lloyd Bacon : Sparks
- 1943 : Quand le jour viendra (Watch on the Rhine), de Herman Shumlin : Chauffeur
- 1943 : Remerciez votre bonne étoile (Thank Your Lucky Stars) : Ingénieur
- 1944 : Saboteur sans gloire (Uncertain Glory), de Raoul Walsh : Secrétaire de prison
- 1944 : Les Aventures de Mark Twain (The Adventures of Mark Twain), d'Irving Rapper : Homme avec mule
- 1944 : Femme aimée est toujours jolie (Mr. Skeffington), de Vincent Sherman : Casey, un employé
- 1944 : Crime by Night : Horace Grayson
- 1944 : The Last Ride : Gardien au raid aérien
- 1945 : Purity Squad : Homme à la table de montage
- 1946 : Three Strangers, de Jean Negulesco : Homme au pub
- 1946 : Nuit et jour (Night and Day), de Michael Curtiz : Homme au théâtre
- 1946 : La Voleuse (A Stolen Life), de Curtis Bernhardt : Domestique
- 1946 : Two Guys from Milwaukee : Adjoint au maire
- 1946 : So You Want to Play the Horses : Caissier
- 1946 : The Verdict de Don Siegel: Reporter
- 1946 : Humoresque, de Jean Negulesco : Professeur
- 1947 : That Way with Women (en) : Briggs
- 1947 : L'Amant sans visage (Nora Prentiss), de Vincent Sherman : Capitaine des Serveurs, Sea Gull Cafe
- 1947 : La Seconde Mme Carrolls (The Two Mrs. Carrolls) : Second Tout
- 1947 : Stallion Road de James V. Kern : Invité à la fête de fiançailles
- 1947 : Love and Learn de Frederick de Cordova : Tom, le majordome de Wyngate
- 1947 : Les Exploits de Pearl White (The Perils of Pauline), de George Marshall : ?
- 1947 : Le Loup des sept collines (Cry Wolf), de Peter Godfrey : Dr. Reynolds
- 1947 : Possédée (Possessed) : Secrétaire de l'enquête
- 1947 : Mon père et nous (Life with Father), de Michael Curtiz : Père des jumeaux
- 1947 : Always Together, de Frederick De Cordova : Eric, majordome de Turner
- 1948 : So You Want to Be a Gambler : Joueur au blackjack
- 1948 : The Woman in White : Assistant
- 1948 : The Big Punch : Dr. LeRoy
- 1948 : Embraceable You : Employé de billetterie
- 1948 : Johnny Belinda, de Jean Negulesco : Bailiff
- 1948 : Smart Girls Don't Talk (en) de Richard Bare : Employé de maison
- 1948 : The Decision of Christopher Blake de Peter Godfrey : Acteur dans Dream Play
- 1949 : John Loves Mary : Serveur
- 1949 : Flaxy Martin : Résident de l'immeuble
- 1949 : A Kiss in the Dark : Locataire
- 1949 : Homicide (en) : Employé de bureau au Glorietta Hotel
- 1949 : The Younger Brothers : Employé de l'hôtel
- 1949 : Tulsa, de Stuart Heisler : Invité à la fête
- 1949 : Night Unto Night de Don Siegel : Ouvrier au meeting automobile
- 1949 : One Last Fling : Gus, valet de Bolton
- 1949 : Le Rebelle (The Fountainhead), de King Vidor : Employé au tribunal
- 1949 : Vénus devant ses juges (The Girl from Jones Beach), de Peter Godfrey : Serveur
- 1949 : La Garce (Beyond the Forest), de King Vidor : Vieil homme
- 1949 : The Story of Seabiscuit : Oscar, spectateur
- 1949 : Always Leave Them Laughing : Employé de l'hôtel

### Années 1950
- 1950 : Backfire : Chauffeur de taxi
- 1950 : Montana, de Ray Enright : Propriétaire de ranch
- 1950 : Pilote du diable (Chain Lightning) : (Petit rôle)
- 1950 : Perfect Strangers : Reporter
- 1950 : The Great Jewel Robber : Employé de l'hôtel
- 1950 : Atom Man vs. Superman : Observer [Ch. 1]
- 1950 : Boulevard du crépuscule (Sunset Blvd.), de Billy Wilder : ?
- 1951 : La Femme à abattre (The Enforcer), de Bretaigne Windust et Raoul Walsh : Employé au magasin de musique
- 1951 : Goodbye, My Fancy : Majordome de Griswold
- 1951 : On Moonlight Bay : Père dans le film muet
- 1952 : The Girl in White : Instructeur
- 1952 : Scarlet Angel : Juge Ames
- 1952 : Because You're Mine : Examinateur des yeux
- 1953 : So This Is Love de Lew Landers : Passant
- 1953 : Walking My Baby Back Home : Edwards
- 1954 : Le Fantôme de la rue Morgue (Phantom of the Rue Morgue), de Roy Del Ruth : Un curieux
- 1956 : The Steel Jungle : Clerk
- 1956 : Serenade, d'Anthony Mann : Régisseur adjoint
- 1956 : The She-Creature, d'Edward L. Cahn : (Petit rôle)
- 1959 : Le Courrier de l'or (Westbound), de Budd Boetticher : Passager de la diligence irrité